# ريتشارد هدسون (نحات)
ريتشارد هدسون (بالإنجليزية: Richard Hudson)‏ هو نحات بريطاني، ولد في 1954 في يوركشاير في المملكة المتحدة.